# Nikołaj Kardaszow
Nikołaj Siemionowicz Kardaszow (ros. Никола́й Семёнович Кардашёв; ur. 25 kwietnia 1932 w Moskwie, zm. 3 sierpnia 2019) – radziecki i rosyjski astrofizyk i radioastronom, zastępca dyrektora Rosyjskiego Instytutu Badań Kosmicznych przy Rosyjskiej Akademii Nauk.
Kardaszow ukończył studia na Uniwersytecie Moskiewskim w 1955 roku. Doktorat obronił w roku 1962. Jego mentorem był Iosif Szkłowski.
W trakcie badań kwazaru CTA-102 pod kątem oznak technologicznych pozaziemskich cywilizacji sformułował tezę, że we Wszechświecie mogą istnieć cywilizacje wyprzedzające nas o miliony, a nawet miliardy lat. Rezultatem jego pracy była zaproponowana w 1964 roku skala Kardaszowa. W tym samym roku zorganizował w Biurakańskim Obserwatorium Astrofizycznym pierwszą sowiecką konferencję na temat komunikacji z pozaziemską inteligencją.
Pochowany na Cmentarzu Trojekurowskim w Moskwie.
Był dwukrotnym laureatem Nagrody Państwowej ZSRR (1980 i 1988) i kawalerem Orderu Honoru (2011).